# Mesovelia miyamotoi
Mesovelia miyamotoi är en insektsart som beskrevs av Izyaslav M. Kerzhner 1977. Mesovelia miyamotoi ingår i släktet Mesovelia och familjen vattenspringare. Inga underarter finns listade i Catalogue of Life.